# غتش كوبان (هندميني)
غتش كوبان (بالفارسية: گچ کوبان) هي قرية تقع في إيران في قسم هندميني الريفي. يقدر عدد سكانها بـ 788 نسمة بحسب إحصاء 2016.